# Mesyna
Mesyna (wł. Messina) – miasto i gmina we Włoszech, położone w północno-wschodniej części Sycylii, nad Cieśniną Mesyńską. Trzecie pod względem ludności miasto Sycylii – zamieszkuje je 218,7 tys. osób (2023). Mesyna jest ośrodkiem administracyjnym prowincji Mesyna.

## Historia
Miasto założone przez Greków w VIII wieku p.n.e. jako Zankle, czyli "kosa" (nazwa nawiązuje do kształtu zatoki, nad którą leży miasto). W 396 p.n.e. miasto zostało zniszczone przez Kartagińczyków. Później przechodziła z rąk do rąk: w 289 p.n.e. zajęta przez Mamertynów, po I wojnie punickiej - przez Rzym, później przez Bizancjum, a w latach 843-1063 - przez Arabów. 
W roku 1346 statki z Kaffy (dz. Teodozji) przeniosły dżumę do Mesyny, po czym rozprzestrzeniła się na całą Europę.
Mesyna została nieomal całkowicie zniszczona przez silne trzęsienie ziemi oraz wywołane przez nie tsunami, które nawiedziło miasto 28 grudnia 1908. Zginęło wówczas ponad 75 tys. osób.
W 1955 ministrowie spraw zagranicznych państw Europy Zachodniej podpisali wspólną deklarację, która utorowała drogę powstaniu Europejskiej Wspólnoty Gospodarczej.

## Zabytki
- Romańska katedra z wieżą posiadającą największy na świecie mechanizm zegarowy, z figurami wprawianymi w ruch każdego dnia w południe
- Museo Regionale, gdzie można obejrzeć m.in. obrazy Antonella da Messina i Caravaggia
- Fontana di Orione (XVI w.)

Ciekawym zabytkiem są też tzw. pylony mesyńskie, które powstały w 1957 jako słupy wysokiego napięcia dla linii przesyłowej rozciągniętej nad Cieśniną Mesyńską. Później linię tę zastąpiono kablem podwodnym, ale słupy zostały zachowane jako zabytki historyczne.
Wiele obiektów zabytkowych zostało zniszczonych w czasie trzęsienia ziemi w 1908 roku, między innymi cenne barokowe kościoły:
- Chiesa della Santissima Annunziata
- Chiesa di San Gregorio

## Linki zewnętrzne

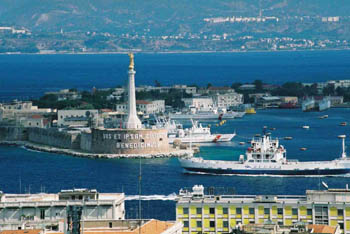
Wejście do portu w Mesynie

## Ludzie związani z Mesyną
- Vincenzo Nibali
- Antonello da Messina

## Mesyna obecnie

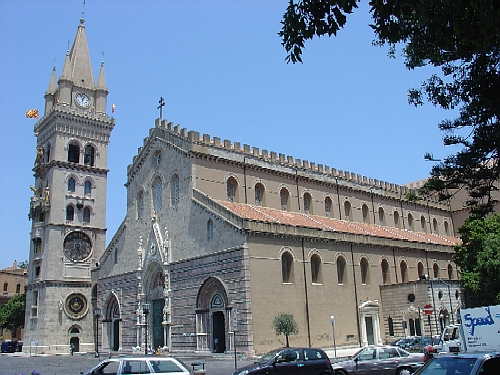
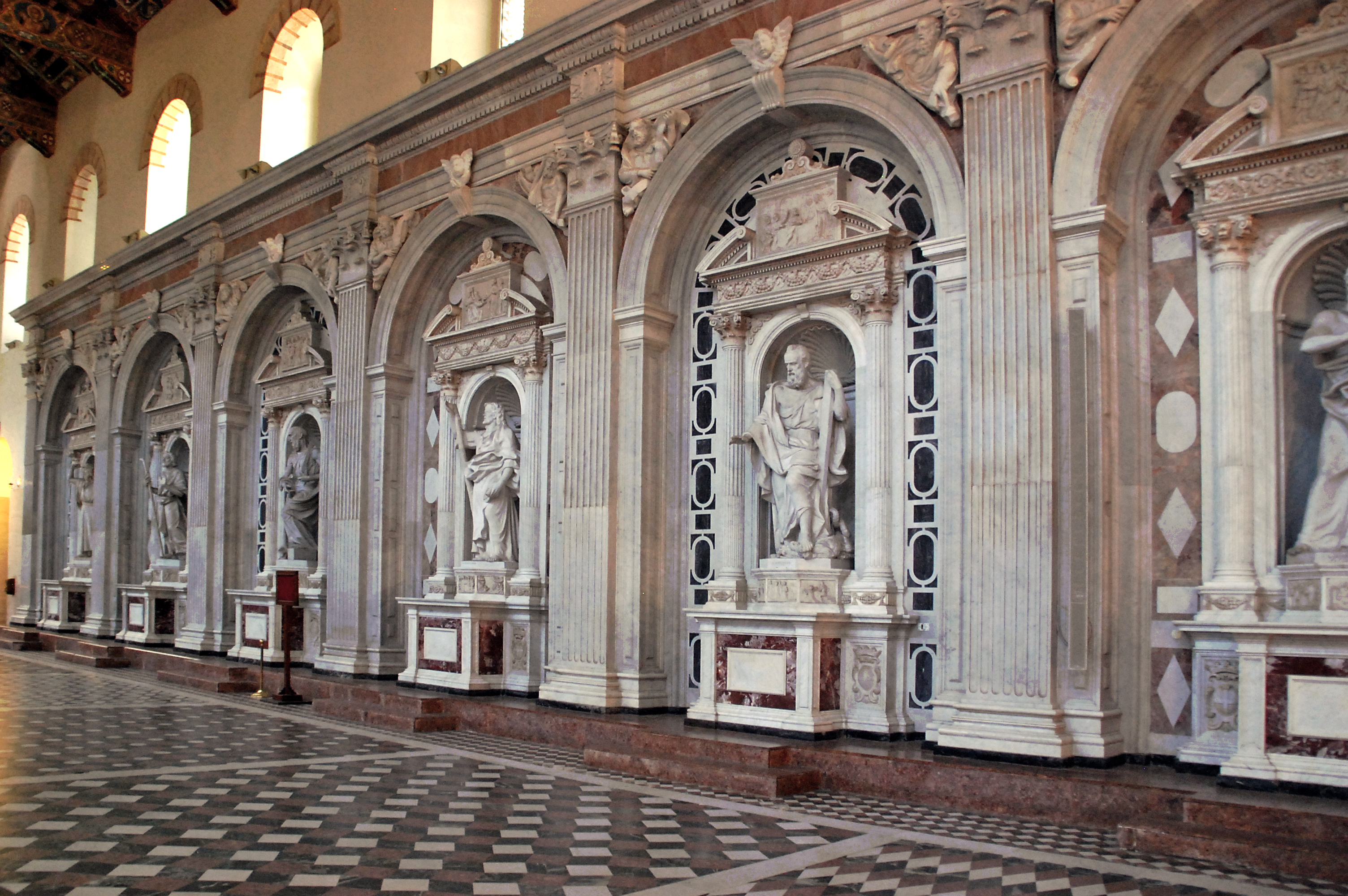
Katedra - wnętrze
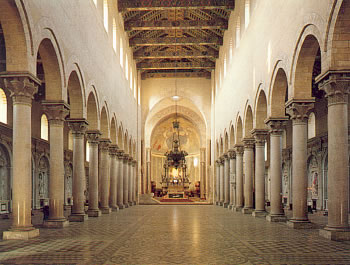
Katedra - wnętrze
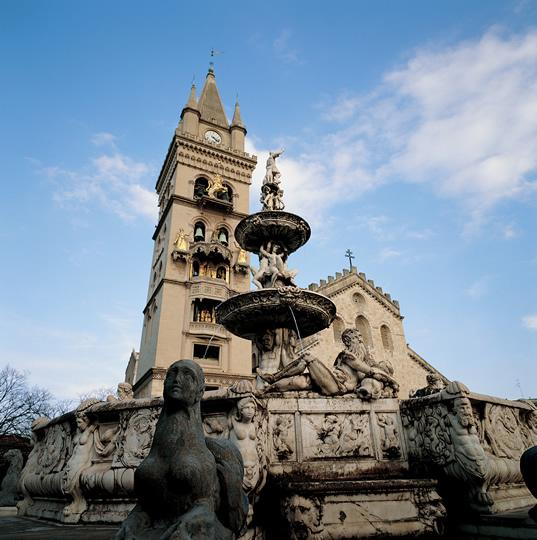
Katedra i Fontana di Orione
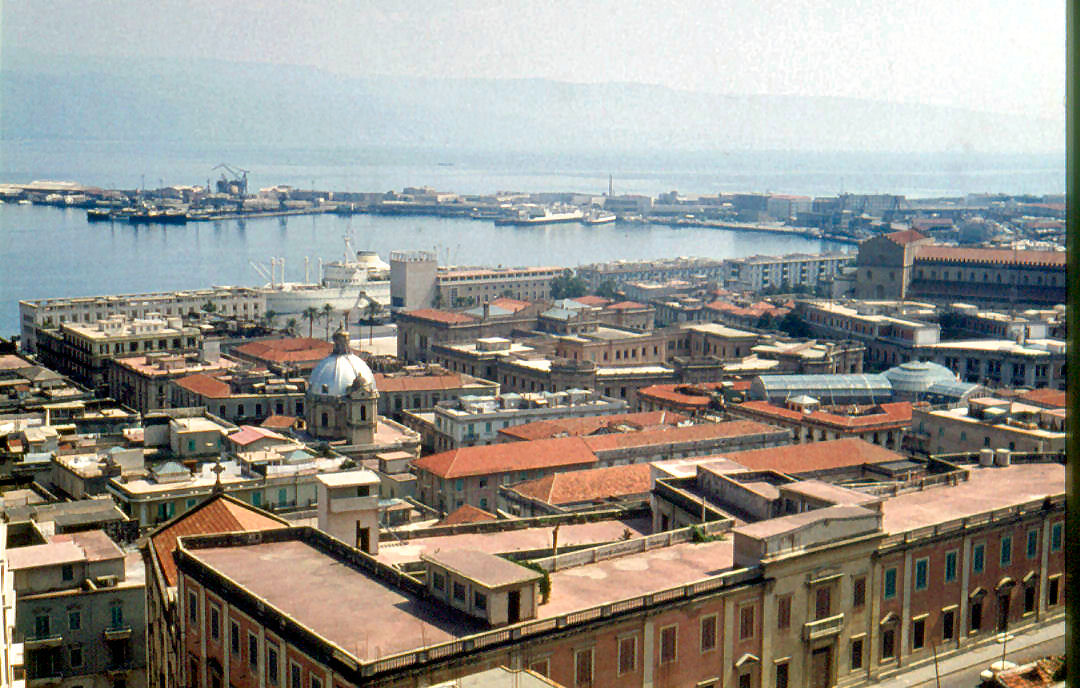
Port
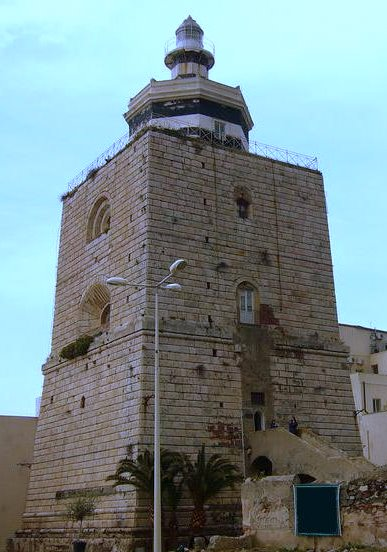
Latarnia morska
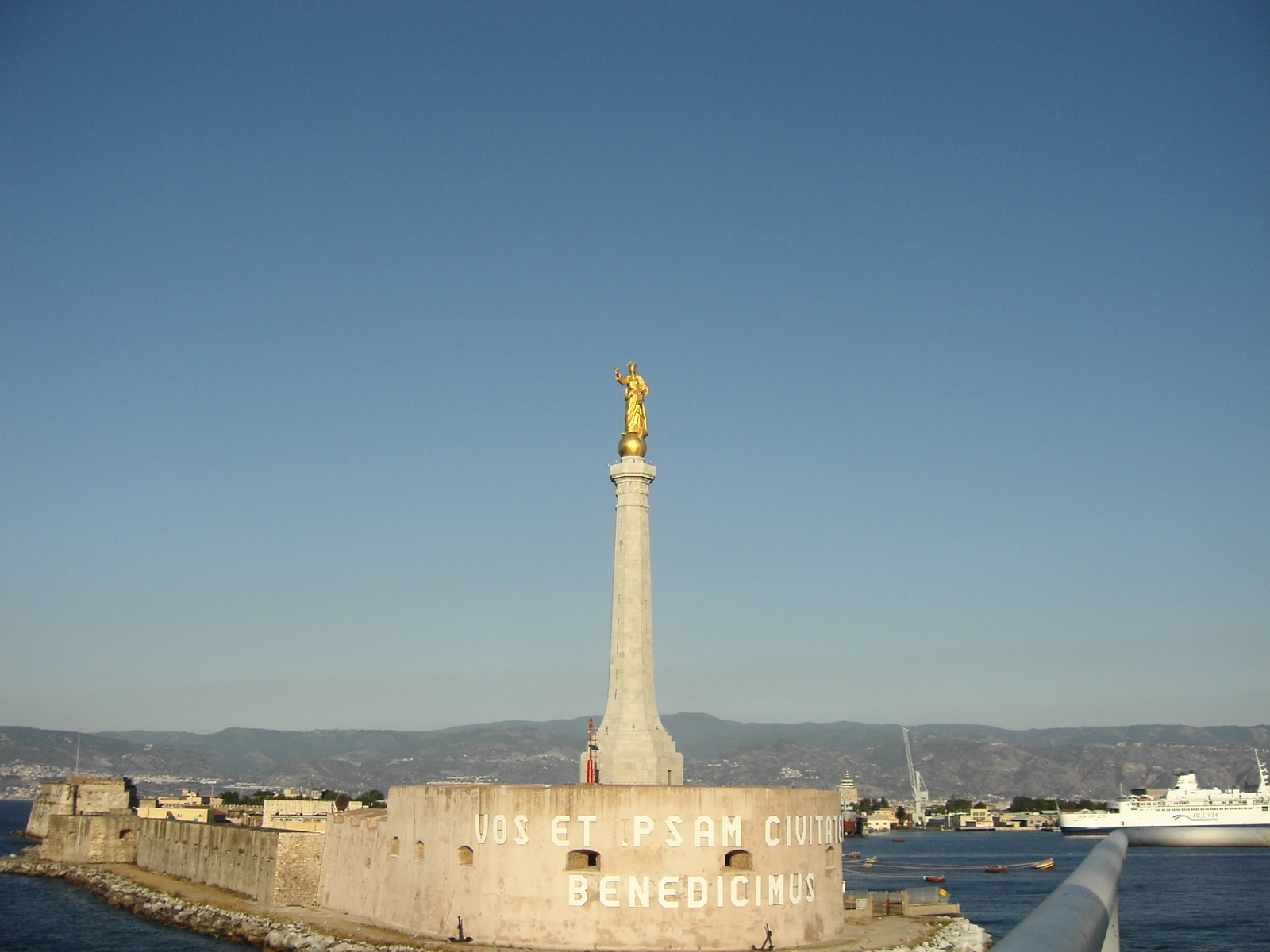
Madonna listu z widokiem na port Messina jest patronem miasta, obchodzone w dniu 3 czerwca

## Mesyna przed zniszczeniami z 1908 roku

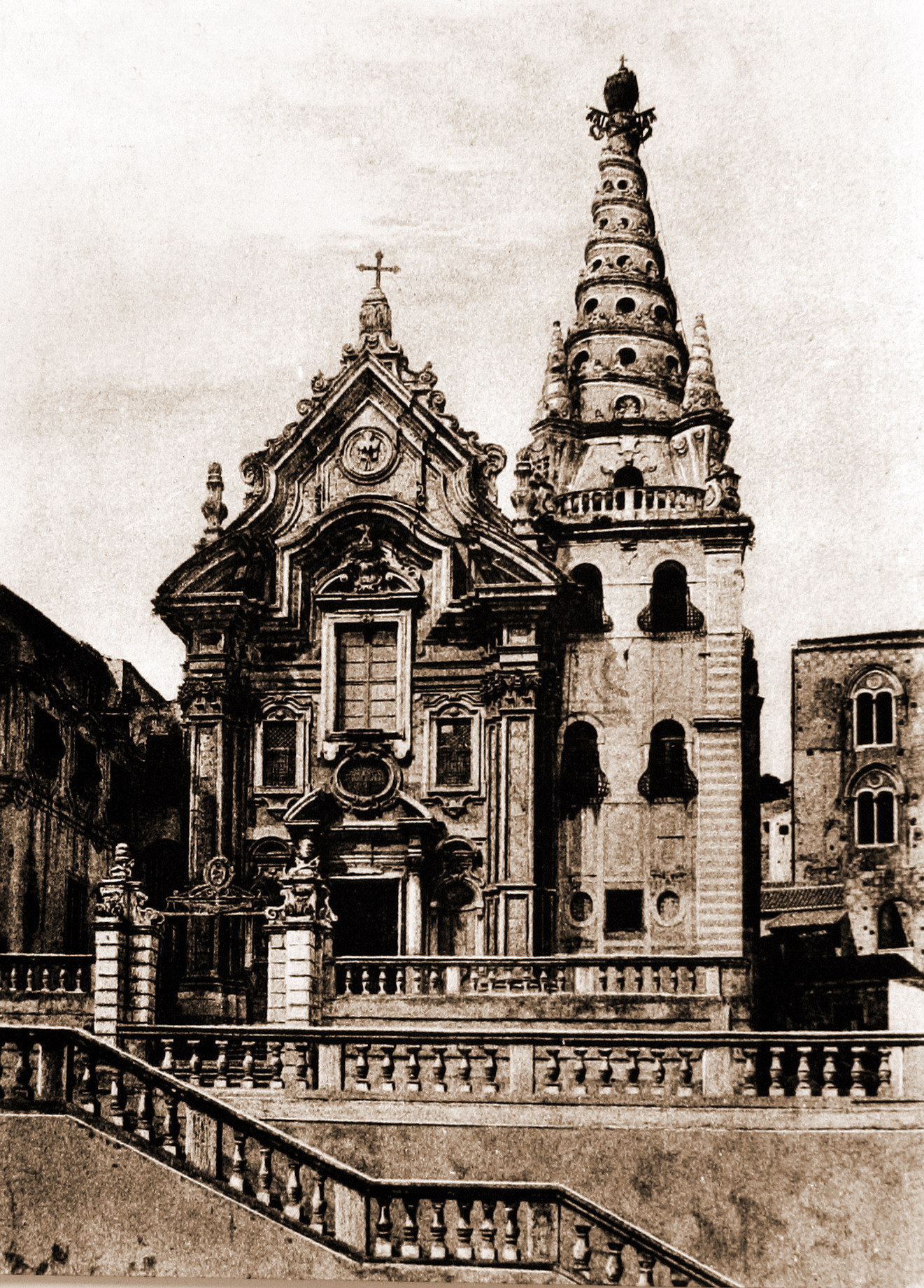
Chiesa di San Gregorio
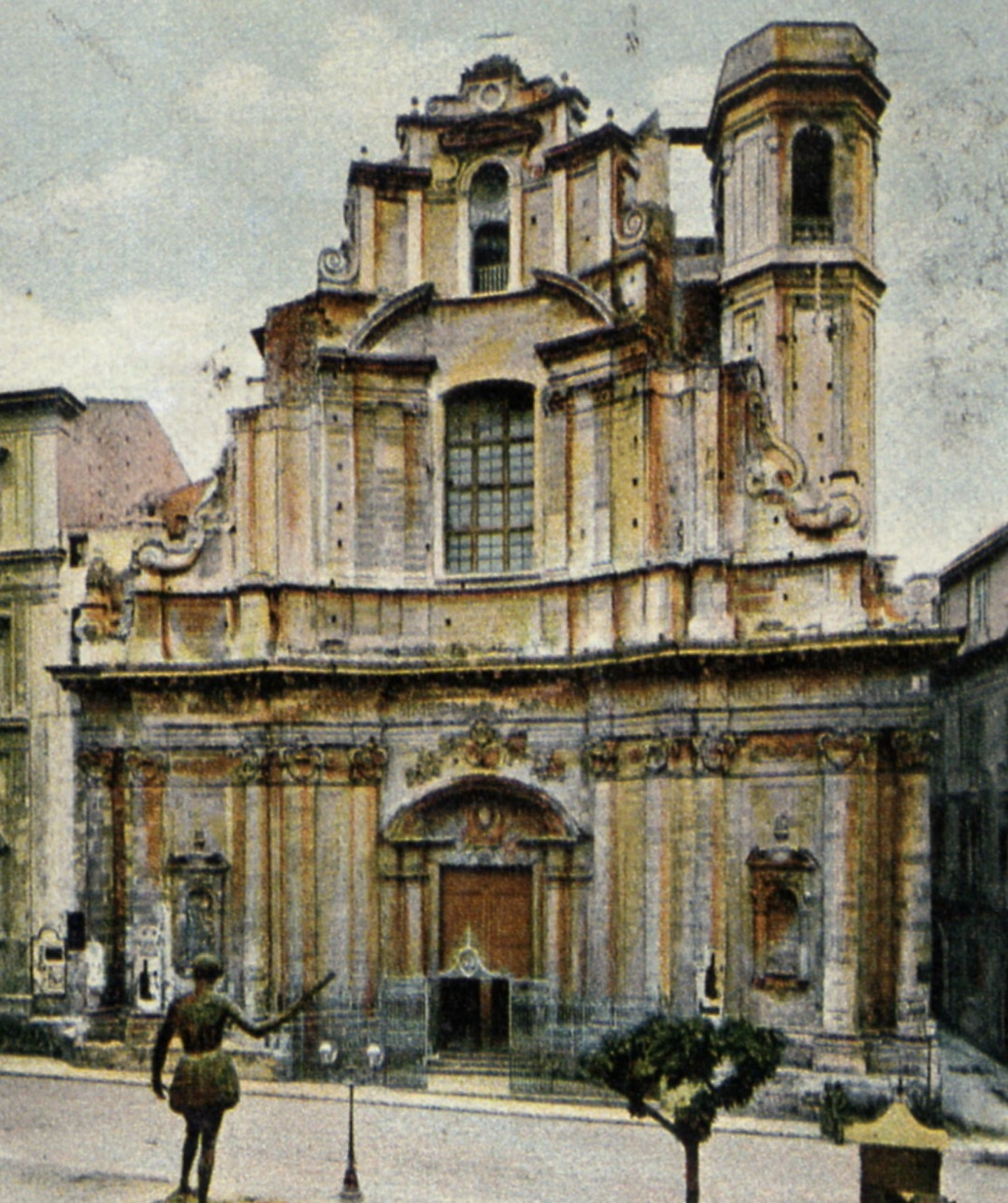
Chiesa della Santissima Annunziata
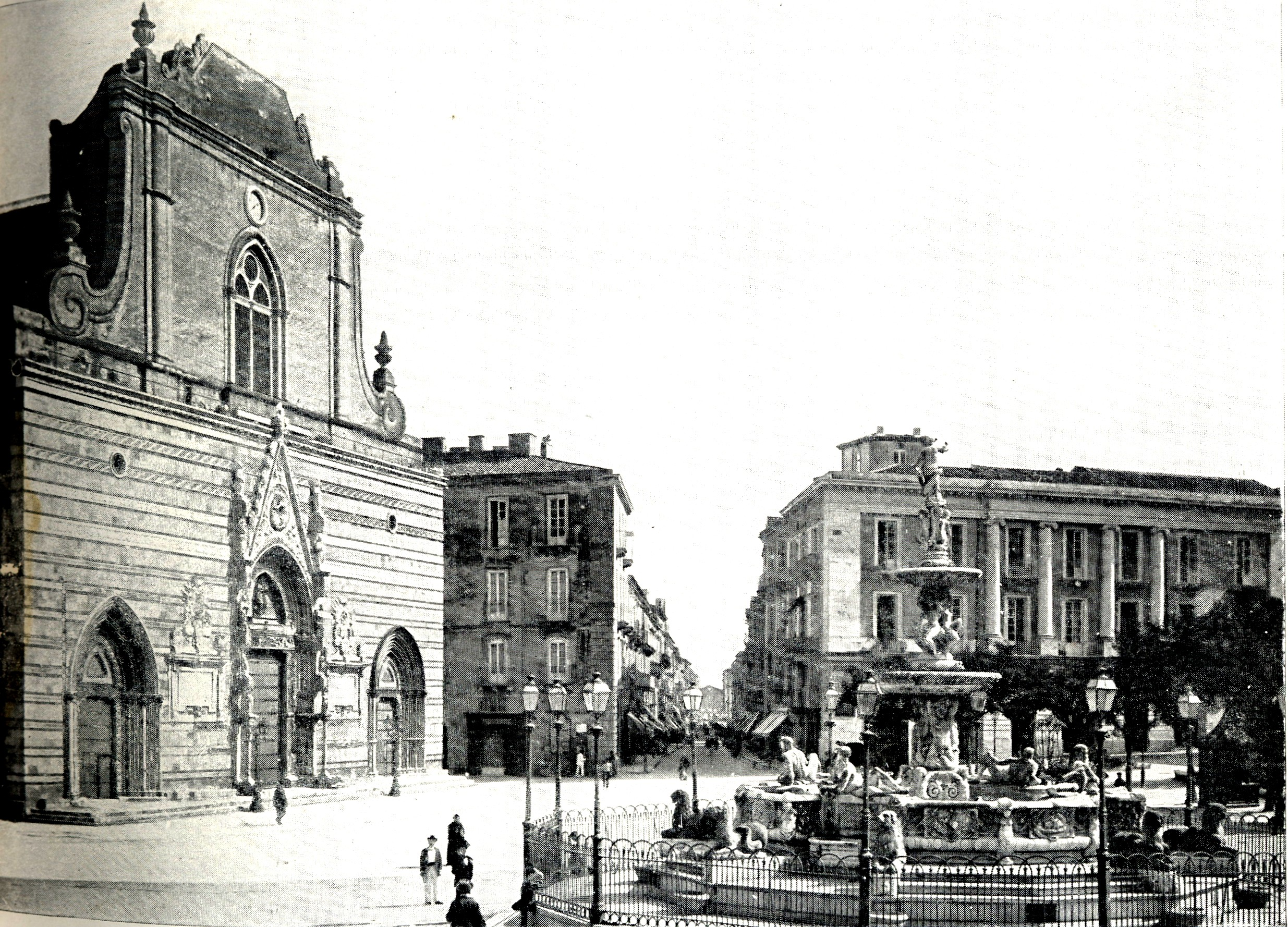
Plac katedralny
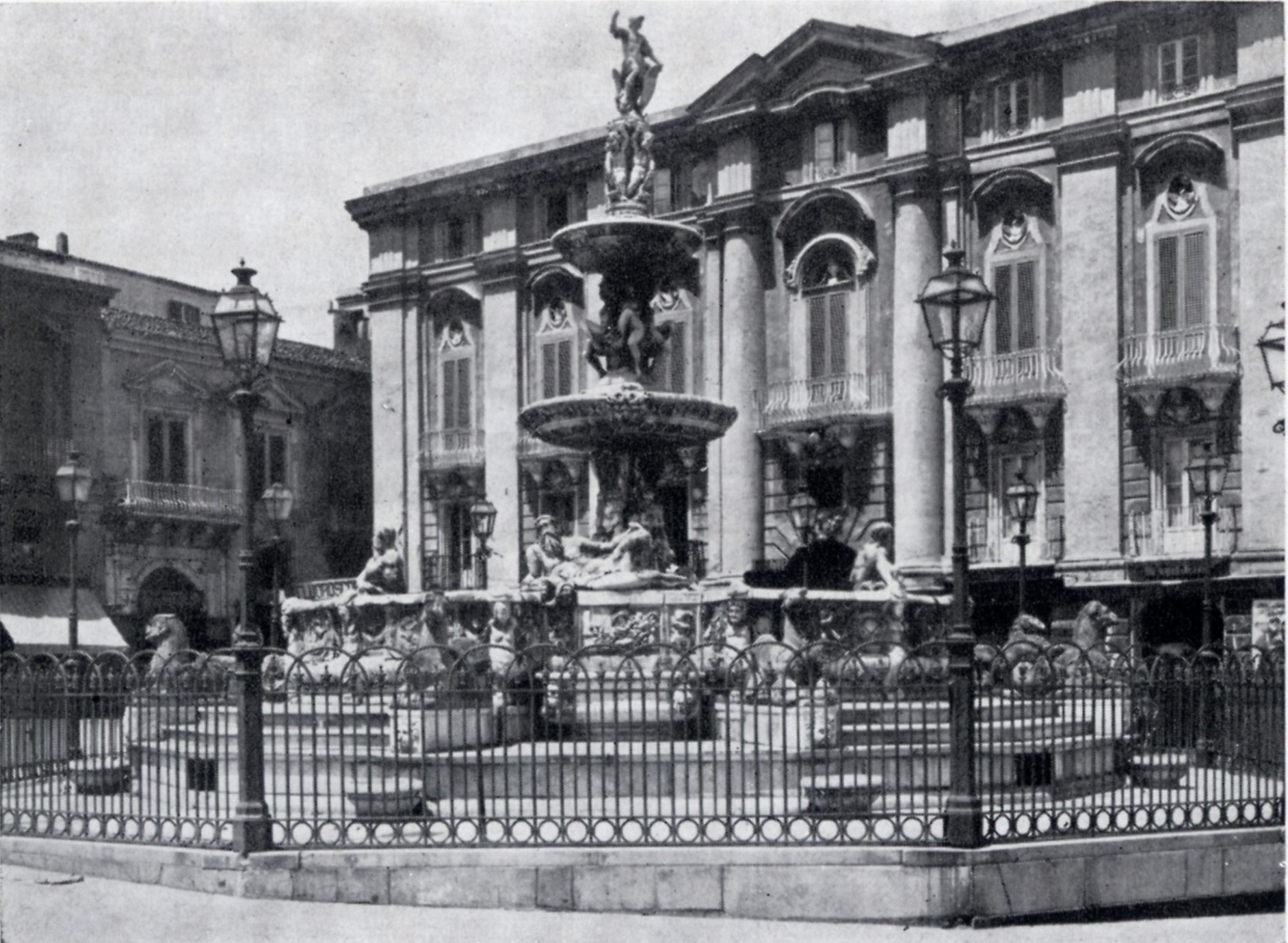
Palazzo Avarna Arena